# Ро-Занджело Дал
Ро-Занджело Дал (нід. Ro-Zangelo Daal; нар. 10 лютого 2004) — нідерландський футболіст, нападник клубу АЗ.

## Клубна кар'єра
Вихованець команди ДВК (Бейкслот), в 2015 року приєднався до академії АЗ. 1 квітня 2022 року дебютував за фарм-клуб «Йонг АЗ» в матчі Еерстедивізі проти «Йонг ПСВ». 3 лютого 2023 року в поєдинку Еерстедивізі проти «ВВВ-Венло» забив свій перший гол у кар'єрі. У сезоні 2022–23 разом з молодіжною командою АЗ виграв Юнацьку лігу УЄФА. 25 січня 2024 року продовжив контракт з клубом до 2028 року.
10 листопада 2024 року дебютував в основному складі АЗ в матчі Ліги Європи УЄФА проти турецького «Фенербахче», вийшовши на заміну Майкелу Лахдо. В цій грі також відзначився і своїм першим голом за клуб. 10 листопада в поєдинку проти команди «Віллем II» дебютував в Ередивізі. 7 січня 2025 року офіційно переведений до першої команди.
1 липня 2025 року продовжив контракт з АЗ до 2030 року.

## Кар'єра в збірній
Виступав за збірну Нідерландів до 18 років.

## Статистика виступів
Станом на 14 серпня 2025 
| Клуб              | Сезон             | Чемпіонат         | Чемпіонат | Чемпіонат | Кубок | Кубок | Єврокубки | Єврокубки | Інші  | Інші | Всього | Всього |
| Клуб              | Сезон             | Дивізіон          | Матчі     | Голи      | Матчі | Голи  | Матчі     | Голи      | Матчі | Голи | Матчі  | Голи   |
| ----------------- | ----------------- | ----------------- | --------- | --------- | ----- | ----- | --------- | --------- | ----- | ---- | ------ | ------ |
| Йонг АЗ           | 2021–22           | Еерстедивізі      | 2         | 0         | —     | —     | —         | —         | —     | —    | 2      | 0      |
| Йонг АЗ           | 2022–23           | Еерстедивізі      | 12        | 2         | —     | —     | —         | —         | —     | —    | 12     | 2      |
| Йонг АЗ           | 2023–24           | Еерстедивізі      | 32        | 6         | —     | —     | —         | —         | —     | —    | 32     | 6      |
| Йонг АЗ           | 2024–25           | Еерстедивізі      | 31        | 15        | —     | —     | —         | —         | —     | —    | 31     | 15     |
| Йонг АЗ           | Всього            | Всього            | 77        | 23        | 0     | 0     | 0         | 0         | 0     | 0    | 77     | 23     |
| АЗ                | 2024–25           | Ередивізі         | 3         | 0         | 0     | 0     | 4         | 1         | 0     | 0    | 7      | 1      |
| АЗ                | 2025–26           | Ередивізі         | 1         | 0         | 0     | 0     | 4         | 0         | 0     | 0    | 5      | 0      |
| АЗ                | Всього            | Всього            | 4         | 0         | 0     | 0     | 8         | 1         | 0     | 0    | 12     | 1      |
| Всього за кар'єру | Всього за кар'єру | Всього за кар'єру | 81        | 23        | 0     | 0     | 8         | 1         | 0     | 0    | 89     | 24     |

1. ↑  Матчі в Лізі Європи УЄФА
2. ↑  Матчі в Лізі конференцій УЄФА

## Досягнення
АЗ (мол.)
- Переможець Юнацької ліги УЄФА: 2022–23[10]